# Toxomerus lunus
Toxomerus lunus är en tvåvingeart som först beskrevs av Hull 1943.  Toxomerus lunus ingår i släktet Toxomerus och familjen blomflugor. Inga underarter finns listade i Catalogue of Life.